# Bob Adrian
Bob Adrian es un actor estadounidense de cine y televisión, reconocido principalmente por interpretar el papel de Bill Wilkins en la película de terror The Conjuring 2 (2016), a un geólogo en Doce monos (1995) y al detective Racey en A Wife Alone (2012). Ha registrado apariciones en las series de televisión Manifest y Primetime: What Would You Do?, además de integrar el elenco de otras producciones cinematográficas como Spiderman: Homecoming, Jungle Fever, 39 and a Half y Killer Instinct.

## Filmografía

### Cine y televisión
- 1991 - Jungle Fever
- 1995 - Twelve Monkeys
- 1999 - War of China's Fate (Telefilme)
- 2001 - Killer Instinct
- 2008 - The Big Shot-Caller
- 2010 - Contact Zone (Corto)
- 2011 - Sacrificial Freshmen
- 2011 - Identical
- 2011 - Rap Sucks
- 2012 - A Wife Alone
- 2016 - The Conjuring 2
- 2017 - Primetime: What Would You Do? (Televisión)
- 2017 - Spider-Man: Homecoming
- 2018 - Manifest (Televisión)
- 2018 - Bogo (Corto)
- 2019 - 39 and a Half